# Fet (cráter)
Fet es un cráter de impacto de 79 km de diámetro del planeta Mercurio. Debe su nombre al poeta ruso Afanasi Fet (1820-1892), y su nombre fue aprobado por la  Unión Astronómica Internacional en 1985.